# Jamison Brewer
Jamison Rudy Van Brewer  (East Point, Georgia, 19 de noviembre de 1980) es un exjugador de baloncesto estadounidense que disputó cuatro temporadas en la NBA, desarrollando el resto de su carrera en Europa. Con 1,93 metros de estatura, jugaba en las posiciones de base y escolta.

## Trayectoria deportiva

### Universidad
Brewer jugó dos temporadas en los Tigers de la Universidad de Auburn, donde promedió 5.7 puntos, 4.7 rebotes y 4.1 asistencias en 58 partidos totales. En su segundo y último año lideró la Southeastern Conference en asistencias con 5.8 por partido, y fue el base/escolta más reboteador de la nación con 7.2 por encuentro. Además, fue votado en el tercer mejor quinteto de la SEC por Associated Press.

### Profesional
Fue seleccionado en el 41.er puesto del Draft de la NBA de 2001 por Indiana Pacers, donde jugó sus tres primeros años en la liga. En su primera campaña sólo pudo disputar 13 partidos por culpa de las lesiones, y en las dos siguientes temporadas participó en un total de 23 encuentros por el mismo motivo. El 27 de agosto de 2004 firmó como agente libre por New York Knicks, jugando 18 partidos antes de ser traspasado a San Antonio Spurs en febrero de 2005 junto con Nazr Mohammed a cambio de Malik Rose y dos primeras rondas de draft. Brewer no llegó a debutar con los Spurs y regresó a los Knicks, aunque fue despedido al poco tiempo sin llegar a jugar.
Tras su paso por la NBA, Brewer fichó por el Cibona Zagreb croata en febrero de 2006, y a la temporada siguiente regresó a los Estados Unidos para jugar en el Hollywood Fame de la ABA. En 2007 militó en el Dexia Mons-Hainaut belga y en Bakersfield Jam de la D-League, donde jugó 4 partidos y anotó 13 puntos. Tras pasarse un año en blanco, en 2009 fichó por el Esporte Clube Pinheiros de la liga brasileña, donde promedió 14.3 puntos y 5 rebotes por encuentro. Una vez finalizado su contrato en el conjunto brasileño se enroló en las filas del BC Odessa de Ucrania.

## Estadísticas de su carrera en la NBA

### Temporada regular
| Temporada | Edad | Equipo          | Liga | P  | TIT | MIN  | TC  | TCA | %TC  | 3P  | 3PA | %3P  | TL  | TLA | %TL  | R.OF. | R.DEF. | REB | ASIS | ROB | TAP | PER | FP  | PTS |
| 2001-02   | 21   | Indiana Pacers  | NBA  | 13 | 0   | 3.3  | 0.2 | 0.4 | .400 | 0.0 | 0.1 | .000 | 0.0 | 0.0 |      | 0.2   | 0.5    | 0.6 | 0.7  | 0.2 | 0.0 | 0.2 | 0.2 | 0.3 |
| 2002-03   | 22   | Indiana Pacers  | NBA  | 10 | 0   | 8.0  | 0.9 | 1.7 | .529 | 0.0 | 0.2 | .000 | 0.4 | 0.9 | .444 | 0.5   | 0.4    | 0.9 | 1.8  | 0.2 | 0.1 | 0.6 | 1.1 | 2.2 |
| 2003-04   | 23   | Indiana Pacers  | NBA  | 13 | 1   | 12.3 | 1.0 | 2.7 | .371 | 0.4 | 1.1 | .357 | 0.1 | 0.5 | .167 | 0.2   | 0.7    | 0.8 | 1.3  | 0.5 | 0.0 | 0.8 | 0.7 | 2.5 |
| 2004-05   | 24   | New York Knicks | NBA  | 18 | 0   | 10.3 | 0.6 | 2.1 | .297 | 0.2 | 0.8 | .200 | 0.3 | 0.7 | .462 | 0.3   | 0.9    | 1.2 | 0.7  | 0.4 | 0.1 | 0.7 | 0.6 | 1.7 |
| Total     |      |                 | NBA  | 54 | 1   | 8.7  | 0.6 | 1.7 | .372 | 0.1 | 0.6 | .250 | 0.2 | 0.5 | .393 | 0.3   | 0.6    | 0.9 | 1.0  | 0.4 | 0.0 | 0.6 | 0.6 | 1.6 |

### Playoffs
| Temporada | Edad | Equipo         | Liga | P | MIN | TCA | TC | 3PA | 3P | TLA | TL | R.OF. | REB | ASIS | ROB | TAP | PER | FP | PTS | %TC  | %3P | %FT  | MIN | PTS | REB | AST |
| 2001-02   | 21   | Indiana Pacers | NBA  | 2 | 6   | 0   | 2  | 0   | 0  | 1   | 2  | 2     | 4   | 1    | 0   | 0   | 1   | 3  | 1   | .000 |     | .500 | 3.0 | 0.5 | 2.0 | 0.5 |
| Total     |      |                | NBA  | 2 | 6   | 0   | 2  | 0   | 0  | 1   | 2  | 2     | 4   | 1    | 0   | 0   | 1   | 3  | 1   | .000 |     | .500 | 3.0 | 0.5 | 2.0 | 0.5 |